# 青森県道164号林五所川原線
青森県道164号林五所川原線（あおもりけんどう164ごう はやしごしょがわらせん）は青森県つがる市から五所川原市に至る一般県道である。

## 概要
つがる市木造大畑座の青森県道114号菰槌木造線から連続・北方向へ分岐し、つがる市木造善積で東へ進路を変え、つがる市木造出野里山吹で岩木川を渡って五所川原市に入る。五所川原市長橋広野で青森県道163号沖飯詰五所川原線に接続する。
市境界の岩木川周辺はほかの県道との重複区間が続くが、橋の部分は単独路線になっている。

### 路線データ
- 起点：つがる市木造林[1]
- 終点：五所川原市大字川山[1]

## 歴史
- 1961年（昭和36年）2月10日 - 県道に認定される[1]。

## 路線状況

### 重複区間
- 青森県道162号再賀木造線 : つがる市木造善積・地内
- 青森県道43号五所川原車力線 : つがる市木造出野里山吹・地内
- 青森県道151号蒔田五所川原線 : 五所川原市鶴ケ岡唐橋・地内

## 地理

### 交差する道路
- 青森県道114号菰槌木造線（つがる市木造林、起点）
- 青森県道162号再賀木造線（つがる市木造善積）
- 青森県道43号五所川原車力線（つがる市木造出野里山吹）
- 青森県道151号蒔田五所川原線（五所川原市鶴ケ岡唐橋）
- 青森県道163号沖飯詰五所川原線（五所川原市大字川山、終点）

### 沿線の施設
- つがる市立瑞穂小学校（起点）
- 出精郵便局（起点）
- 五所川原市立三好小学校
- 三好郵便局
- ごしょつがる農業協同組合 三好支店